# The Tape-beatles
A The Tape-beatles (más nevükön Public Works) egy amerikai média csoportosulás.

## Története
Lloyd Dunn fejében már 1983 óta létezett a Tape-beatles ötlete, de csak 1987-ben vált valósággá.
Zenéjük a musique concrète és a sound collage műfajokba tartozik. Különleges zenével rendelkeznek, ugyanis dalaik különféle filmekből/hírolvasásból stb. összevágott részleteket tartalmaznak (ez a sound collage). A zenélés mellett a film és publikálás médiumokban is tevékenykednek. Jelenleg két taggal rendelkezik a Tape-beatles: Lloyd Dunnal és Robin Heck-kel. Korábbi tagok: Ralph Johnson, Paul Neff és Linda Morgan Brown. Munkásságuk során különféle eszközöket használnak, legyen az kamkorder, kamera, számítógép vagy akár egy fénymásoló.